# Boson Provansalski
Boson (francosko Boson) je bil frankovski plemič iz družine Bosonidov, v sorodu s Karolingi, ki se je povzpel na položaj kralja Spodnje Burgundije (Provanse), * ok. 841, † 11. januar 887. 

## Poreklo
Boson je bil sin Bivina Gorzejskega, grofa Lotaringije, in Rihilde, hčerke Bosona Starejšega in njegove žene Engeltrude. Tevtberga, njegova teta po materini strani, je bila žena lotarinškega kralja Lotarja II. Boson je bil tudi nečak grofa Bosona Valoijskega, po katerem je bil imenovan, in Hukberta, svetnega opata opatije sv. Mavricija, ki ga je Boson nasledil leta 869. 

## Grofstvo
Leta 870 se je zahodnofrankovski kralj Karel Plešasti poročil z Bosonovo sestro Rihildo. Poroka je utrla pot Bosonovi karieri v službi njegovega kraljevega svaka. Še isto leto je bil imenovan za grofa Lyona in Vienna. Leta 872 ga je Karel imenoval za komornika in magistra  ostiariorum (mojstra vratarjev) svojega naslednika Ludvika Jecljavega. Boson je prejel tudi investituro kot grof Bourgesa. Ludvik je vladal kot podrejeni kralj Akvitanije, zaradi njegove mladosti pa je kraljestvo upravljal Boson. 
Jeseni 875 je spremljal Karla na njegovem prvem pohodu v Italijo in bil na zasedanju v Pavii februarja 876 imenovan za nadministra in dvornega inšpektorja (missus dominicus) za Italijo ter povzdignjen v čin vojvode. Leta 877 je postal guverner in grof Provanse. Deloval je kot podkralj in se poročil z Ermengardo, edino hčerko cesarja Ludvika II. Italijanskega. Boson ni odobraval Karlovega drugega pohoda v Italijo leta 877 in se je z drugimi podobno mislečimi plemiči zarotil proti svojemu kralju. Po Karlovi smrti oktobra 877 so ti plemiči prisilili Karlovega sina, da je potrdil njihove pravice in privilegije. 
Boson je vzpostavil tesne odnose s papežem in septembra 878 spremljal papeža Janeza VIII. v Troyes, kjer je papež prosil kralja Ludvika za podporo v Italiji. Papež je Bosona sprejel za svojega sina in verjetno ponudil, da Ludvika okrona za cesarja.

## Kraljevanje
Aprila 879 je Ludvik Jecljavi umrl in zapustil dva odrasla sinova, Ludvika III. in Karlmana II. Boson se je pridružil zahodnofrankovskim plemičem, ki so zagovarjali mnenje, da mora biti Ludvik III. kralj Zahodne Frankovske. Na koncu sta bila za kralja izvoljena oba brata. Boson jima je odpovedal zvestobo in julija razglasil neodvisnost z izjavo Dei gratia id quod sum (po Božji milosti sem to, kar sem). Trdil je tudi, da ga je njegov cesarski tast imenoval za svojega dediča. 15. oktobra 879 so se škofje in plemiči regij okoli Rone in Saone zbrali na sinodi v Mantaillu in izvolili Bosona za kralja in naslednika Ludvika Jecljavega, s čimer je po več kot stoletju postal prvi nekarolinški kralj v zahodni Evropi. Dogodek so šteli za prve "svobodne volitve" med Franki, navdihnjene s kanoničnim načelom cerkvenih volitev, ki pa niso bile stalna praksa. 
Bosonovo kraljestvo, običajno imenovano Kraljevina Provansa, je obsegalo cerkvene province nadškofov Arlesa, Aixa, Vienna, Lyona brez Langresa in verjetno Besançona ter škofije Tarentaise, Uzès in Viviers. 
Potem ko sta Ludvik in Karlman marca 880 z Ribmonskim sporazumom v Amiensu razdelila očetovo kraljestvo, sta skupaj krenila na pohodu proti Bosonu. Zavzela sta Mâcon in severne dele Bosonovega kraljestva in se nato obrnila proti Karlu Debelemu in od avgusta do novembra neuspešno oblegala Vienne.
Avgusta 882 je Bosona pri Viennu znova oblegal njegov brat Rihard Justiciar, vojvoda Burgundije in grof Autuna, ki je mesto prevzel septembra. Boson ni nikoli več pridobil svojega kraljestva in je bil omejen na grofijo Vienne. 
Umrl je leta 887. Nasledil ga je sin Ludvik Slepi.

## Zakonski zvezi
Boson je bil dvakrat poročen. Identiteta njegove prve žene ni znana. Njegova druga žena je bila Ermengarda Italijanska, s katero se je poročil marca 876. Njuni potomci so bili: 
- Guila Provansalska (december 873 – pred 15. junijem 929), poročena najprej z Rudolfom I. Burgundskim in drugič s Hugom Italijanskim. Guila verjetno ni bila Ermengardina hči, ker je bila rojena pred Bosonovo poroko z Ermengardo.
- Engelberga/Etelberga, poročena z Viljemom I., vojvodom Akvitanije.[5] Njena mati naj bi bila Ermengarda.
- Ludvik Slepi (pred 884 – 5. junij 928), kralj Provanse. Njegova mati naj bi bila Ermengarda.